# Уитни Хюстън
Уитни Хюстън (на английски: Whitney Elizabeth Houston) е американска певица в стиловете поп и R&B. Изявява се и като актриса, филмов и звукозаписен продуцент, поетеса и модел. Наричана е също Гласът (на английски: „The Voice“).
Приживе има повече от 170 милиона продадени записа, над 200 златни, платинени и сребърни плочи и 6 награди „Грами“, което я нарежда сред най-успешните изпълнителни за своето време. Дълго преди своята смърт губи трайно гласа си, което се предполага, че е в резултат и на злоупотребата с наркотици.
През 1980-те години е сред първите чернокожи изпълнители, излъчвани редовно по телевизия MTV. Първият албум на Уитни Хюстън носи нейното име и поставя рекорд за най-много продажби на дебютен албум. Следващият ѝ албум, „Уитни“ (Whitney) става първият албум на жена, дебютирал като № 1 в Billboard 200. Поставя нов рекорд, когато седем нейни композиции стават № 1 в класацията Billboard Hot 100. През 90-те години на ХХ век приема няколко филмови роли, като през 1992 г. участва в „Бодигард“ (The Bodyguard). Музиката към филма поставя рекорд в САЩ за най-много продажби на саундтрак, а композицията „I Will Always Love You“ става един от женските сингли с най-многобройни продажби.

## Биография

### Ранни години
Уитни Елизабет Хюстън е родена на 9 август 1963 в Нюарк, Ню Джърси. Тя е дъщеря на Сиси Хюстън, успешна ритъм-енд-блус беквокалистка и братовчедка на звездата Дион Уоруик. Уитни започва да пее в църковен хор в родния си град, а на 11 вече изпълнява соловите партии. Пее и като беквокалист с Шака Кан, Лу Роулс и с майка си. Започва работа като модел с фотосесии за различни списания и участва в няколко епизода на ТВ сериала Give Me A Break. Уитни продължава кариерата си като певица. Първият ѝ хит е в дует с Теди Пендерграс през 1984 – „Прегърни ме“ (Hold Me). През 1983 г. тя подписва договор с Ариста рекърдс /Arista Records/.

### Първи албум
Дебютният ѝ албум излиза през 1985 и продажбите наброяват над 22 милиона копия. През 1986 г. Уитни е удостоена с 6 музикални награди на Billboard, 5 „Американски музикални награди“, наградата на MTV за най-добър видеоклип („How Will I Know“) и наградата на списание Rolling Stone за най-добър албум на годината. През 1987 г. Уитни представя следващия си албум, „Уитни“. Общо 19 милиона копия от албума са продадени и той влиза в класациите под номер 1 – първият такъв случай в историята за жена. Албумът ѝ осигурява две „Американски музикални награди“ и музикалната награда на Billboard. На церемонията по връчването на наградите Грами през 1988 г. тя печели в категорията „Най-добро вокално изпълнение от жена“ („I Wanna Dance With Somebody“).

### 1990-те години
През 1990 г. Уитни представя албума „I'm Your Baby Tonight“, но продава само 10 милиона копия, което е сравнително по-малко от предишните ѝ продажби. Въпреки това, албума ѝ осигурява още Американски и Billboard музикални награди. През юли 1992 тя се омъжва за певеца Боби Браун. През март 1993 Уитни ражда момиче – Боби Кристина. Бракът на Уитни и Боби е бурен. Между твърденията за семейно насилие, употреба на наркотици и многото арести на Боби, Уитни Хюстън твърдо стои зад съпруга си. Следващият ход в кариерата на Уитни идва с ролята на разглезена певица, преследвана от вманиачен фен, във филма „Bodyguard“ (1992), в който ѝ партнира Кевин Костнър. Музиката на филма се продава в тираж от 34 милиона копия и подпомага музикалната ѝ кариера с три от най-големите ѝ хита – „I Have Nothing“, „I'm Every Woman“ (кавър по Шака Кан) и „I Will Always Love You“ (кавър по песен на Доли Партън). Следват 9 награди на Billboard, три награди Grammy, 8 Американски музикални награди. През 1995 г. Уитни отново се изявява като актриса в „Сладка въздишка“, а приносът ѝ към саундтрака е песента „Exhale (Shoop Shoop)“. През 1996 г. Уитни играе заедно с Дензъл Уошингтън в „Жената на проповедника“ и получава номинация за Грами със саундтрака към филма. Независимо от слуховете, че не могат да се понасят, Уитни и Марая Кери работят заедно над песента „When You Believe“ за анимацията „Принцът на Египет“. Сингълът излиза в „My Love Is Your Love“ – първия албум с нови песни на Уитни през последните осем години. По време на завидната си кариера Уитни винаги е изпитвала чувство за отговорност към по-малко щастливите от нея. Тя основава фондацията с идеална цел „Whitney Houston Foundation For Children“, чрез която помага на бездомни деца и на деца с рак или СПИН.

### 2000 – 2012
През 2000 г. тя е арестувана на Хаваите по обвинения в притежание на наркотици, а баща ѝ я дава на съд. Певицата рязко отслабва и това, в съчетание с няколко участия, които отказва в последния момент, подхранва слуховете, че е пристрастена към наркотиците. Уитни признава, че има подобни проблеми в телевизионно интервю с Даян Сойер. Тя продължава да издава нови албуми като „Greatest Hits“ през 2000, „Love, Whitney“ през 2001, „Just Whitney...“ през 2002, и „One Wish“, коледен албум, през 2003. Макар и актьорската ѝ кариера да е в застой, Уитни продуцира филми, сред които „Дневниците на принцесата“ (2001). През 2001 г. Уитни счупва рекорда на Марая Кери за най-голяма сделка в областта на звукозаписа, като преподписва договора си с Arista Records за 100 млн. долара.

## Смърт
На 11 февруари 2012 г. Хюстън е открита от неин роднина, потопена във ваната на хотелската си стая в хотел Бевърли Хилтън в Бевърли Хилс Екипът за бърза помощ пристига в 15:30 ч. и се опитва да я съживи в продължение на около 20 минути. Хюстън е обявена за мъртва в 15:55 часа местно време. Местната полиция съобщава, че няма явни следи за криминално престъпление.
На 13 февруари 2012 г. местните власти съобщават, че смъртта на певицата вероятно е не удавяне, а резултат от комбинация от лекарството Ксанакс с други антидепресанти и с алкохол. Водата, която е открита в нейните дробове при аутопсията, е била недостатъчна, за да причини нейното удавяне.

## Дискография

### Студийни албуми
- Whitney Houston (1985)
- Whitney (1987)
- I'm Your Baby Tonight (1990)
- My Love Is Your Love (1998)
- Just Whitney... (2002)
- One Wish: The Holiday Album (2003)
- I Look to You (2009)

### Саундтрак албуми
- The Bodyguard (1992)
- The Preacher's Wife (1996)

### Компилации
- Whitney: The Greatest Hits (2000)
- Love, Whitney (2001)
- The Ultimate Collection (2007)
- I Will Always Love You: The Best of Whitney Houston (2012)

### Live албуми
- Whitney Houston Live: Her Greatest Performances (2014)

### Преиздания
- I Wish You Love: More from The Bodyguard (2017)

### EP албуми
- Whitney Dancin' Special (1986)
- Exhale (1995)

### Видео албуми
- Welcome Home Heroes with Whitney Houston: Live in Concert (1991)

### Сингли
- 1985: All at Once, Thinking About You, You Give Good Love, Saving All My Love for You, How Will I Know
- 1986: Greatest Love of All
- 1987: I Wanna Dance with Somebody (Who Loves Me), Didn't We Almost Have It All, So Emotional
- 1988: Where Do Broken Hearts Go, Love Will Save the Day, One Moment in Time, I Know Him So Well
- 1989: Takin' a Chance
- 1990: I'm Your Baby Tonight, All the Man That I Need
- 1991: The Star Spangled Banner, Miracle, My Name Is Not Susan, I Belong to You
- 1992: We Didn't Know, I Will Always Love You
- 1993: I'm Every Woman, I Have Nothing, Run to You, Queen of the Night
- 1995: Exhale (Shoop Shoop)
- 1996: Count on Me, Why Does It Hurt So Bad, I Believe in You and Me
- 1997: Step by Step, My Heart Is Calling
- 1998: When You Believe
- 1999: Heartbreak Hotel, It's Not Right but It's Okay, My Love Is Your Love
- 2000: I Learned from the Best, Could I Have This Kiss Forever, If I Told You That, Same Script, Different Cast, Fine
- 2001: The Star Spangled Banner
- 2002: Whatchulookinat, One of Those Days
- 2003: Try It on My Own, Love That Man, One Wish (for Christmas)
- 2009: I Look to You, Million Dollar Bill
- 2012: Celebrate, His Eye Is on the Sparrow

## Видеоклипове
| Видеоклип                                  | Премиера | Албум                      |
| ------------------------------------------ | -------- | -------------------------- |
| You give good love                         | 1985     | Whitney Houston            |
| All at once                                | 1985     | Whitney Houston            |
| Saving all my love for you                 | 1985     | Whitney Houston            |
| How will I know                            | 1985     | Whitney Houston            |
| Greatest love of all                       | 1986     | Whitney Houston            |
| I wanna dance with somebody (Who loves me) | 1987     | Whitney                    |
| So emotional                               | 1987     | Whitney                    |
| Where do broken hearts go                  | 1988     | Whitney                    |
| One moment in time                         | 1988     | -                          |
| I'm your baby tonight                      | 1990     | I'm your baby tonight      |
| All the man that I need                    | 1991     | I'm your baby tonight      |
| The star spangled banner                   | 1991     | -                          |
| Miracle                                    | 1991     | I'm your baby tonight      |
| My name is not Susan                       | 1991     | I'm your baby tonight      |
| I belong to you                            | 1991     | I'm your baby tonight      |
| I will always love you                     | 1992     | The Bodyguard soundtrack   |
| I'm every woman                            | 1993     | The Bodyguard soundtrack   |
| I have nothing                             | 1993     | The Bodyguard soundtrack   |
| Run to you                                 | 1993     | The Bodyguard soundtrack   |
| Queen of the night                         | 1994     | The Bodyguard soundtrack   |
| Exhale (Shoop shoop)                       | 1995     | Waiting to exhale          |
| Count on me                                | 1996     | Waiting to exhale          |
| I believe in you and me                    | 1996     | The preacher's wife        |
| Step by step                               | 1997     | The preacher's wife        |
| Heartbreak hotel                           | 1999     | My love is your love       |
| It's not right but it's okay               | 1999     | My love is your love       |
| My love is your love                       | 1999     | My love is your love       |
| I learned from the best                    | 1999     | My love is your love       |
| Could I have this kiss forever             | 2000     | Whitney: The greatest hits |
| If I told you that                         | 2000     | Whitney: The greatest hits |
| Fine                                       | 2000     | Whitney: The greatest hits |
| Whatchulookinat                            | 2002     | Just Whitney...            |
| One of those days                          | 2002     | Just Whitney...            |
| Try it on my own                           | 2003     | Just Whitney...            |
| I look to you                              | 2009     | I look to you              |
| Million dollar bill                        | 2009     | I look to you              |
| Celebrate                                  | 2012     | -                          |

## Турнета
- The Greatest Love World Tour (1986)
- Moment of Truth World Tour (1987 – 1988)
- Feels So Right Japan Tour (1990)
- I'm Your Baby Tonight World Tour (1991)
- The Bodyguard World Tour (1993 – 1994)
- The Pacific Rim Tour (1997)
- The European Tour (1998)
- My Love Is Your Love World Tour (1999)
- Soul Divas Tour (2004)
- Nothing but Love World Tour (2009 – 2010)
- Whitney Houston Hologram Tour (2020)